# Хельсинкский университет (станция метро)
Хельсинкский университет (фин. Helsingin yliopisto, швед. Helsingfors universitet до 22 апреля 2014 года имела название «Ка́йсаниеми» фин. Kaisaniemi, швед. Kajsaniemi) — станция Хельсинкского метрополитена. Расположена между станциями «Раутатиентори» (расстояние до неё 597 м) и «Хаканиеми» (расстояние до неё 916 м).
В момент своего открытия была названа по улице Kaisaniemenkatu (улица Кайсаниеми, первоначально произошло от имени Кайса Ниеми). Была единственной станцией Хельсинкского метрополитена, название которой звучало одинаково и на финском, и шведском языках, в связи с чем название объявляли только один раз. С 22 апреля 2014 года переименована на «Хельсинкский университет», что вызвало волну недовольства горожан.
Расположена в центре Хельсинки, в районах Клууви и Круунунхака. Вход на станцию расположен по адресу Vuorikatu,12 на углу с улицей Kaisaniemenkatu.
Имеет единственный выход, оснащённый 3 эскалаторами и 2 лифтами. Лифты необычны тем, что движутся по диагонали вдоль эскалаторов, а не вверх-вниз.
Пассажиропоток: 9 867 человек в будний день (2005).
Находится на глубине 27 метров от поверхности земли (22 м ниже уровня моря).

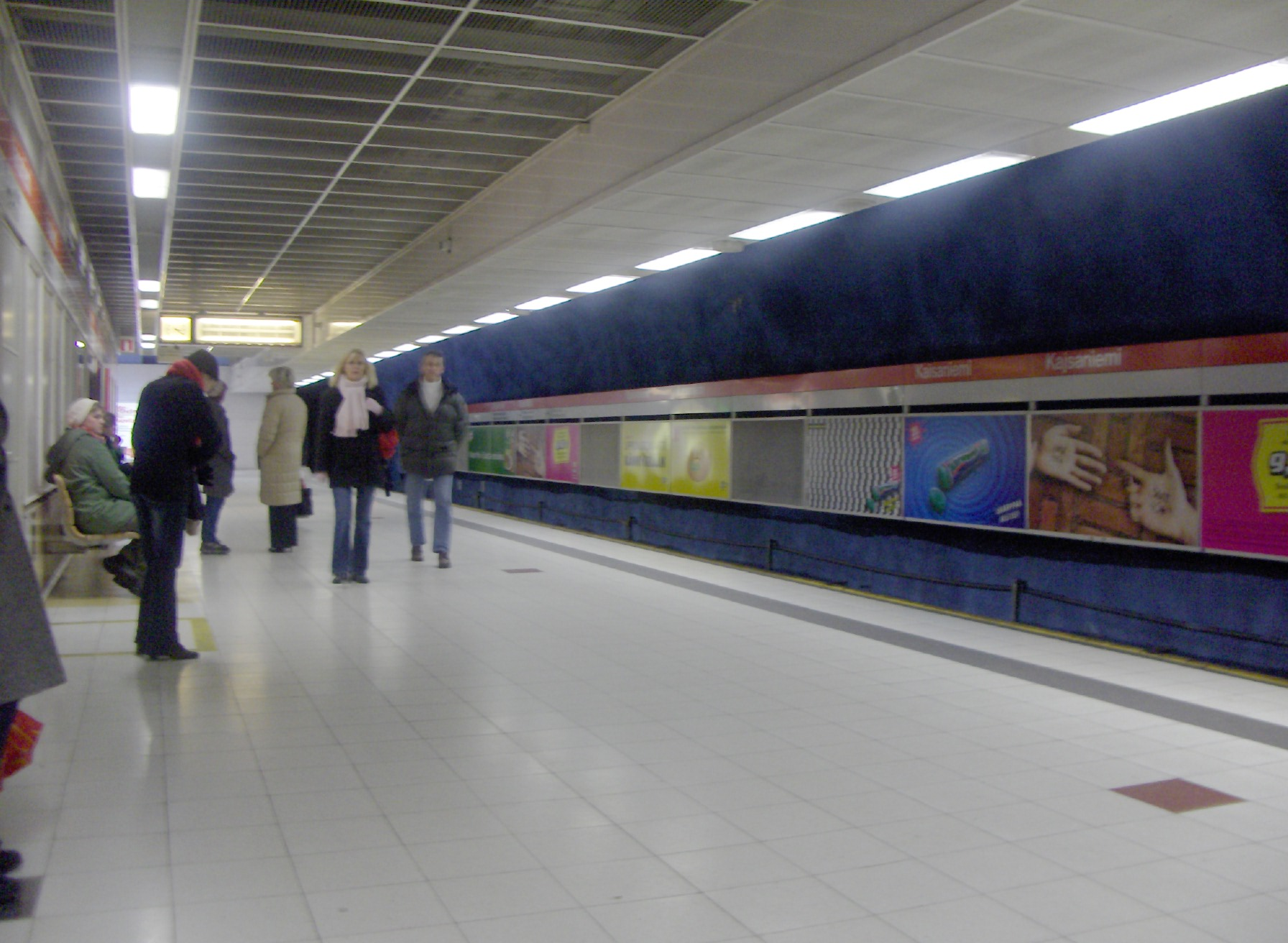
Платформа
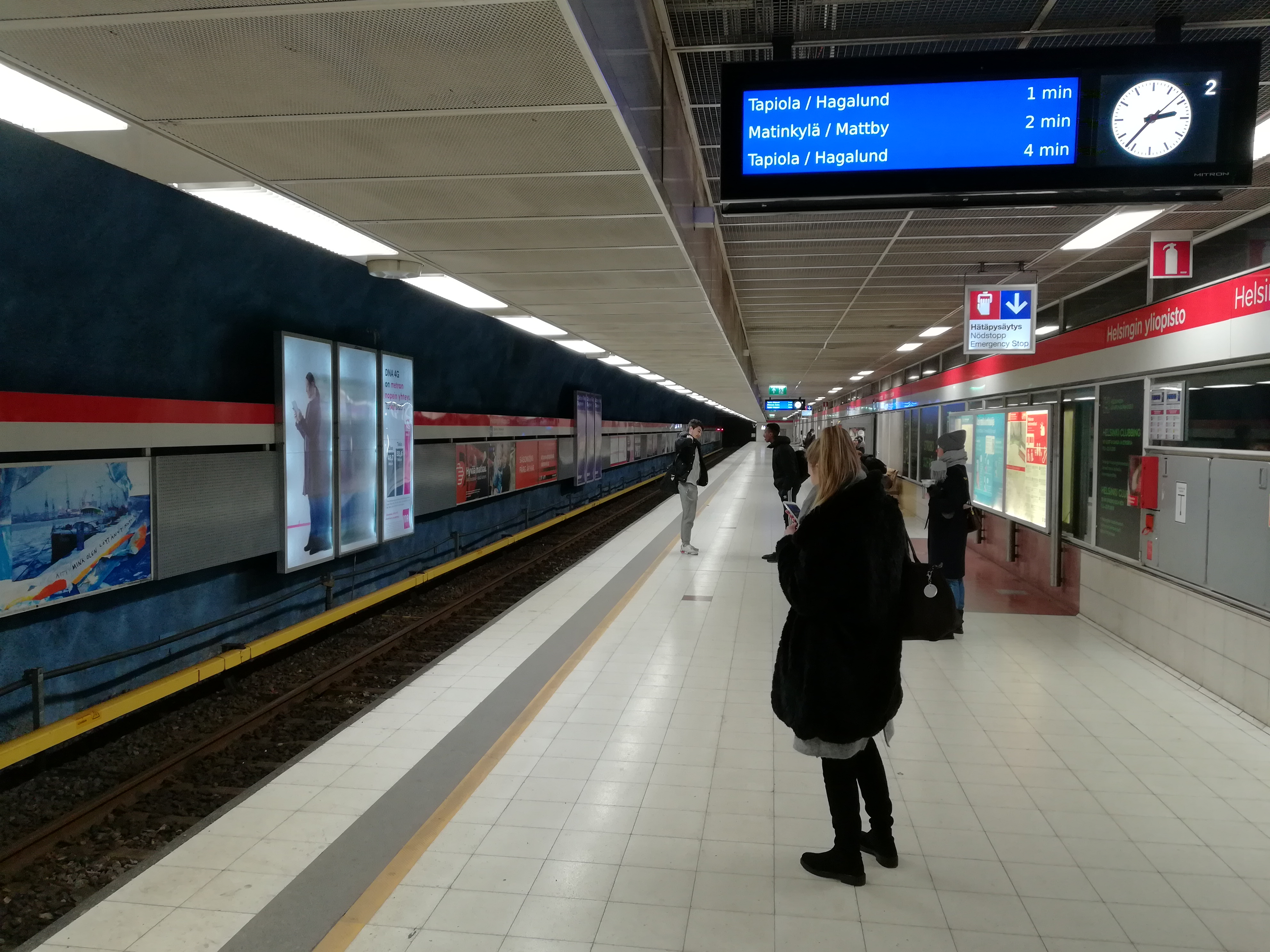
Поезд прибывает на станцию

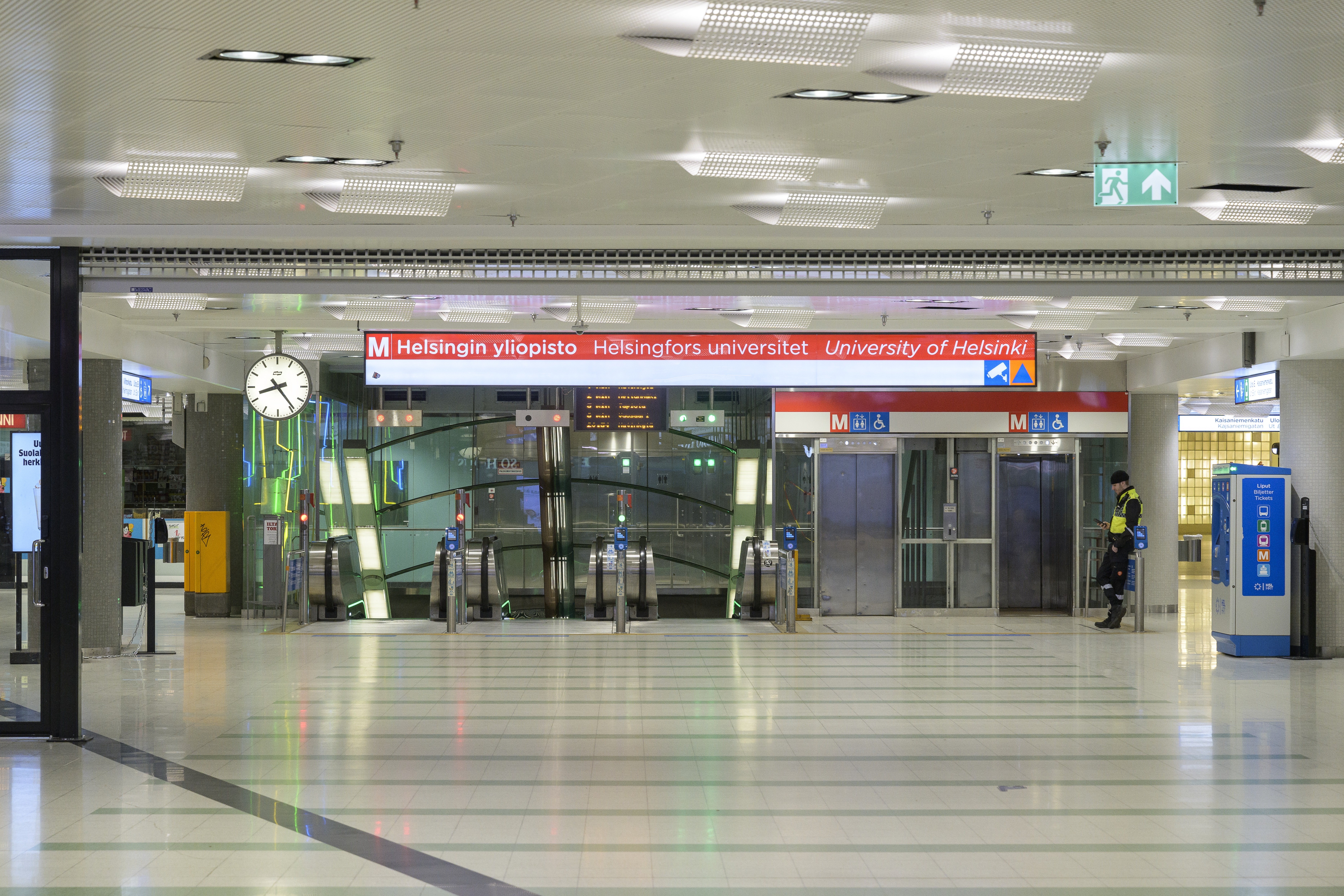
Билетные кассы возле станции